# Vangers
Vangers ist ein Computer-Renn-Rollenspiel, das von K-D Lab entwickelt und von Midas Interactive Entertainment 1998 in Europa erschien. 2014 wurde es auf Steam und GOG.com erneut veröffentlicht.

## Spielprinzip
Als Angehöriger eines Clans kämpft der Spieler in der Spielwelt Lost Chains ums Überleben. Hierfür fährt er in einem bewaffneten Fahrzeug namens Mecko durch über Dimensionstore verbundene Planeten mit dem Ziel die zerstörte Passage zur Erde wieder zu öffnen. Dabei treibt er Handel, greift als Pirat die Konkurrenzfahrer an und plündert diese, dezimiert Käfer und nimmt Aufträge an. Die Charakterwerte Glück und Dominanz beeinflussen die Chance etwas in Höhlen zu finden und die Trefferwahrscheinlichkeit.

## Rezeption
Es handele sich um einen innovativen, skurril unterhaltsamen Genremix aus Grand Theft Auto und Elite. Der Einstieg sei jedoch schwer und die Steuerung komplex. Das Konzept sei unkonventionell und sowohl das Handbuch als auch die Geschichte mitsamt ihren Wortneuschöpfungen unverständlich. In die Spielwelt werde der Spieler planlos hineingeworfen. Die Aufträge, das Aufrüsten und die Attributsteigerungen fesseln hingegen, nachdem man sich eingearbeitet hat. Das Spiel berge jedoch viel Frustpotential. Die Hintergrundgeschichte sei mutig, aber auch völlig konfus. Für ein Rennspiel sei die Steuerung zu ungenau: Sprünge seien unkontrollierbar und es sei auch möglich, an Hügeln hängenzubleiben. Der Spielverlauf sei zäh.

## Veröffentlichung
Der Quelltext des Spiels wurde unter der GNU General Public License Version 3 veröffentlicht und wird weiter gepflegt. Die Spieldateien fallen nicht unter die freie Software Lizenz.